# Мишел Барние
Мишел Жан Барние (на френски: Michel Jean Barnier) е френски консервативен политик и държавник, министър-председател на Франция от 5 септември до 13 декември 2024 г., когато предава управлението на своя наследник Франсоа Байру.
Заема поста на министър на външните работи в кабинета на Жан-Пиер Рафарен от 31 март 2004 до 5 юни 2005 г. Европейски комисар по вътрешната търговия от 9 февруари 2010 г. до 1 ноември 2014 г.

## Биография
Барние е роден на 9 януари 1951 г. в Ла Тронш (департамент Изер) и е един от тримата синове в семейството. През 1972 г. завършва Висшето търговско училище в Париж.
През 1973 г. става най-младият член на съвета на департамент Савоа и запазва този пост до 1999 г. (от 1982 до 1999 г. е председател на съвета).
През 1978 г. е избран за депутат в Националното събрание, като остава такъв до 1993 г.
Барние е един от организаторите на Зимните олимпийски игри през 1992 г. в Албервил.
Заема поста на министър на околната среда от 1993 до 1995 г. в кабинета на Едуар Баладюр и държавен секретар по европейските въпроси от 1995 до 1997 г. в кабинета на Ален Жупе. Барние е еврокомисар по регионалната политика на Европейската комисия, ръководена от Романо Проди от 1999 до 31 март 2004 г., когато поема поста на външен министър в правителството на Жан-Пиер Рафарен. Той е министър до 2 юни 2005 г., когато след съставянето на новото правителство на Доминик дьо Вилпен, Филип Дуст-Блази става негов приемник като министър.
През март 2006 г. Барние е избран за заместник-председател на Европейската народна партия с тригодишен мандат. При преустройство на френския кабинет, причинено от оставката на Ален Жупе след парламентарните избори, на 19 юни 2007 г. е обявено, че Барние ще стане министър на земеделието. На 23 юни 2009 г. той напуска поста на министър на земеделието във връзка с избирането му в Европейския парламент за евродепутат.
На 9 февруари 2010 г. е избран за европейски комисар по вътрешния пазар.
От 2016 до 2021 г. е главен преговарящ по въпроса за излизането на Великобритания от Европейския съюз.
На 2 декември 2022 г. губи битката за номинацията на кандидата на Републиканската партия на президентските избори през 2022 г., като печели 23,93% от гласовете и остава на трето място след Ерик Скиоти (25,59%) и Валери Пекрес (25%).
На 5 септември 2024 г. е назначен за министър-председател на Франция. Барние става най-възрастният министър-председател на Франция по време на Петата република (преди това начело на правителството не е имало човек над 70 години). Барние е с 38 години по-възрастен от предишния премиер Габриел Атал. Барние става първият представител на Републиканската партия начело на френското правителство от 2012 г. насам (тогава правителството се оглавява от Франсоа Фийон от Съюза за народно движение, предшестващ републиканците). Назначаването на Барние за министър-председател предизвиква широки протести в цялата страна.
На 2 декември 2024 г. партиите Нов народен фронт и Национален сбор повдигат въпроса за доверието в правителството след опита на Барние да приеме проектобюджета за социално осигуряване за 2025 г., който не получава парламентарна подкрепа.
На 4 декември 2024 г. Националното събрание с мнозинство от 331 гласа от необходимите 288 гласува недоверие на правителството на Барние, а ден по-късно президентът Макрон приема оставката на правителството на Барние.

## Награди
- През 2008 г. е награден от министерството на аграрната политика на Украйна със Знак на честта.[11]
- Барние е офицер от Ордена на почетния легион.
- Медал на Източна република Уругвай[12]